# Зір ссавців
Зір ссавців — процес сприйняття ссавцями видимого електромагнітного випромінювання, його аналізу та формування суб'єктивних відчуттів, на основі яких складається уявлення тварини про просторову структуру зовнішнього світу. За цей процес у ссавців відповідає зорова сенсорна система, основи якої склалися ще на ранньому етапі еволюції хордових. Її периферійну частину утворюють органи зору (очі), проміжну (яка забезпечує передачу нервових імпульсів) — зорові нерви, а центральну — зорові центри у корі головного мозку.
Розпізнавання візуальних стимулів у ссавців є результатом спільної роботи органів зору та головного мозку. При цьому значна частина зорової інформації обробляється вже на рівні рецепторів, що дозволяє набагато скоротити об'єм такої інформації, яка надходить до мозку. Усунення надлишковості кількості інформації є неминучим: якщо об'єм інформації, що надходить на рецептори зорової системи, вимірюється мільйонами біт за секунду (у людини — порядку 1× 107 біт/с), то можливості нервової системи по її обробці обмежені десятками біт за секунду.
Органи зору ссавців розвинуті зазвичай достатньо добре, хоча у їхньому житті вони мають менше значення, ніж у птахів: зазвичай ссавці звертають мало уваги на нерухомі предмети, тому до людини, яка стоїть нерухомо, навіть настільки обережні звірі, як лисиця чи заєць, можуть підійти впритул. Розміри очей у ссавців відносно невеликі; так, у людини маса очей становить 1 % від маси голови, у той час як у шпака досягає 15 %. Більші очі мають нічні звірі (наприклад, довгоп'ят) і тварини, що мешкають у відкритих ландшафтах. У лісових звірів зір не настільки гострий, а у риючих підземних видів (кроти, гофери, сліпачки, цокори, златокроти) очі в більшій чи меншій мірі редуковані, у деяких випадках (сумчасті кроти, сліпак, сліпий кріт) навіть затягнуті шкірястою перетинкою.

## Будова ока
Як і в інших хребетних, око ссавця розвивається з переднього мозкового міхура та має округлу форму (очне яблуко). Ззовні очне яблуко захищене білковою фіброзною оболонкою, передня частина якої прозора (рогівка), а інша — ні (склера). Наступний шар — судинна оболонка, що спереду переходить у райдужну оболонку з отвором у центрі — зіницею. Більша частина очного яблука зайнята скловидним тілом, заповненим водянистою рідиною. Підтримка форми очного яблука забезпечується за рахунок жорсткої склери та внутрішньоочного тиску, створюваного цією рідиною. Ця водяниста рідина регулярно оновлюється: вона виділяється в задню камеру ока епітеліальними клітинами циліарного тіла, звідки потрапляє в передню камеру через зіницю та далі потрапляє у венозну систему.
1 — склера,
2 — судинна оболонка,
3 — канал Шлемма,
4 — корінь райдужної оболонки,
5 — рогівка,
6 — райдужна оболонка,
7 — зіниця,
8 — передня камера,
9 — задня камера,
10 — циліарне тіло,
11 — кришталик,
12 — скловидне тіло,
13 — сітківка,
14 — зоровий нерв,
15 — циннові зв'язки.
Через зіницю відбите від об'єктів світло проникає всередину ока. Кількість пропущеного світла визначається діаметром зіниці, просвіт якої автоматично регулюється м'язами райдужної оболонки. Кришталик, який утримується на місці циліарним пояском, фокусує промені світла, що пройшли через зіницю, на сітківці — внутрішньому шарі оболонки ока, що містить фоторецептори — світлочутливі нервові клітини. Сітківка складається з кількох шарів (із середини назовні): пігментний епітелій, фоторецептори, горизонтальні клітини Кахаля, біполярні клітини, амакринові клітини та гангліозні клітини. Детальніше про будову сітківки див. нижче.
М'язи, що оточують кришталик, забезпечують акомодацію ока. У ссавців для досягнення високої різкості зображення кришталик при спостереженні близьких об'єктів набуває випуклої форми, при спостереженні віддалених — майже плоску. У плазунів і птахів акомодація, на відміну від ссавців, включає не лише зміну форми кришталика, а й зміну відстані між кришталиком і сітківкою. В цілому здатність ока ссавця до акомодації значно поступається такій у птахів: у людини вона в дитинстві не перевищує 13,5 дптр і помітно знижується з віком, а у птахів (особливо пірнаючих) вона може досягати 40—50 дптр. У дрібних гризунів (полівки, миші) через незначний огляд здатність до акомодації практично втрачена.
Роль захисних утворень для очей відіграють повіки, що мають вії. Біля внутрішнього кута ока розташовується гардерова залоза, що виділяє жировий секрет (її немає у приматів), а у зовнішньому куті — слізна залоза, виділення якої (слізна рідина) омивають око. Слізна рідина покращує оптичні властивості рогівки, згладжуючи шорсткості її поверхні, а також захищає її від пересихання та інших несприятливих впливів. Ці залози поряд з повіками та очними м'язами відносять до допоміжного апарату ока.

## Фоторецептори

Будова сітківки

Серед фоторецепторів виділяють два основних різновиди — палички та колбочки, причому палички переважають; так, у людини сітківка містить близько 123 млн паличок і 7 млн колбочок. Палички відповідають за сприйняття лише інтенсивності світла та забезпечують нічний зір, а при денному зорі головну роль відіграють колбочки, дозволяючи тваринам не лише сприймати світло, але й розрізняти кольори. Зорові пігменти розташовуються в мембранних дисках колбочок і паличок.
Фоторецептори містять світлочутливі пігменти — опсини; це — трансмембранні білки, що належать до родини G-білокспряжених рецепторів, 7 α-спіралей опсину пронизують мембрану. З молекулою опсину пов'язана молекула світлоабсорбуючої молекули — ретиналю (похідна вітаміну А). Ретиналь і опсин разом утворюють зоровий пігмент паличок — родопсин. Ретиналь має кутовий цис- і лінійний транс-ізомери, причому при збудженні світлом цис-ізомер переходить у транс-ізомер. Така зміна конфігурації ретиналю дестабілізує й активує пов'язаний з ним опсин. Після передачі збудження спеціальні ферменти повертають ретиналь у початковий цис-стан.
Збудження від активованого опсину передається на G-білок трансдуцин, який активує фермент фосфодіестеразу. Цей фермент відриває від натрієвого каналу мембрани палички цГМФ, гідролізуючи його до ГМФ. В результаті цього натрієві канали палички закриваються, і клітина гіперполяризується (таким чином, рецепторний потенціал палички запускається не деполяризацією, а гіперполяризацією). Після цього в її синаптичному закінченні, що утворює синапс з розташованим після нейроном, не виділяється нейромедіатор глутамат (у темряві він, навпаки, виділяється). Залежно від типу глутаматного рецептора деякі з нейронів, що межують із паличками, у відповідь на виділення чи невиділення глутамату гіперполяризуються, інші — деполяризуються. Зазвичай з паличками контактують біполярні клітини (одна — з кількома паличками), але замість них тут можуть бути горизонтальні чи амакринові клітини. Від них збудження передається гангліозним клітинам, які передають його зоровому нерву.
Колбочки використовують такий самий механізм передачі сигналу, як і палички, але з деякими відмінностями. Існує три типи колбочок, які містять відповідно три типи зорових пігментів — фотопсинів, або йодопсинів: червоних, зелених і синіх. Вони утворюються в результаті зв'язування ретиналю з трьома різними типами опсинів. Хоча ці опсини дещо відрізняються один від одного, вони реагують на світло з різними довжинами хвиль, при цьому їхні спектри поглинання частково перекриваються. Перекривання спектрів забезпечує відчуття інших кольорів; наприклад, при збудженні червоних і зелених колбочок око бачить жовтий чи оранжевий колір — залежно від того, якого типу колбочки більш стимульовані. У сітківці є 3 типи гангліозних клітин: М-клітини (α, чи Y) — швидкопровідні, чутливі до світла та особливо чутливі до руху; P-клітини (β, чи X), які забезпечують високу просторову роздільність, стабільно реагують на постійний колір і тому роблять можливим аналіз образів і кольору; W-клітини (або γ), які регулюють діаметр зіниці та рефлекс швидкого стрибкоподібного руху очей.
На відміну від плазунів і птахів, у ссавців колбочки не мають світлофільтрів у вигляді кольорових жирових крапель. Фоторецепторів немає на оптичному диску, і ця ділянка називається сліпою плямою поля зору.
Зовнішня світлочутлива частина паличок і колбочок регулярно оновлюється: старі мембранні диски на їх поверхні скидаються й заміняються новими дисками із внутрішньої частини, а відкинуті диски поглинаються фагоцитами.
У ссавців кольоровий зір розвинутий слабше, ніж у птахів з їхнім чотирикомпонентним зором: у переважної більшості ссавців зір — двокомпонентний, а трикомпонентний кольоровий зір мають лише вищі примати (вузьконосі та частково широконосі мавпи). Так, європейська руда нориця розрізняє лише червоний та жовтий кольори, а в опосума, лісового тхора та деяких інших видів кольоровий зір взагалі не виявлений. В той же час деякі сумчасті, рукокрилі та гризуни здатні бачити в ультрафіолетовому діапазоні.
Встановлено, що за кольоровий зір у хребетних відповідають 4 сім'ї генів, що кодують опсини колбочок: SWS1, SWS2, Rh2, LWS. Усі чотири сім'ї генів були виявлені у сучасних птахів, риб і плазунів, у сучасних земноводних — лише 3. У ссавців ситуація значно складніша. У сучасних однопрохідних виявлені гени сімей SWS2 і LWS, а також нефункціональний ген із SWS1; у сучасних сумчастих є гени із SWS1 і LWS, а також, можливо, з Rh2. Сучасні плацентарні мають гени опсинів лише із сімей SWS1 і LWS.
В 1990-х роках у ссавців був відкритий третій тип фоторецепторів — світлочутливі гангліозні клітини, що містять Меланопсин, який має дуже слабку чутливість до світла. У сприйнятті зорових образів ці рецептори практично не задіяні, але вони беруть участь у керуванні циркадними ритмами та в регуляції розміру зіниці.

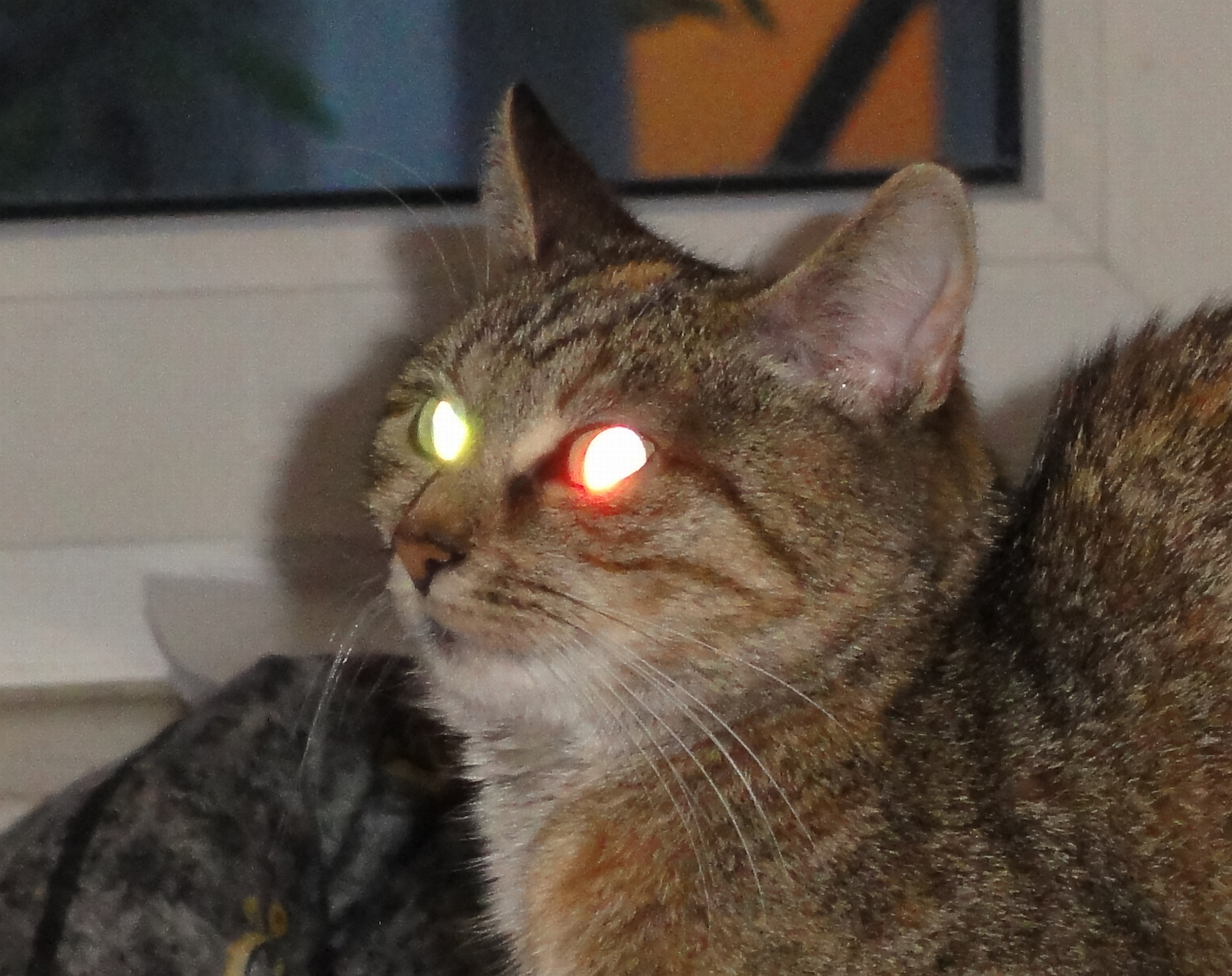
Відбиття світла від тапетума у кота

Частина світла, що досягла сітківки, проходить через неї та поглинається пігментним епітелієм сітківки. У багатьох ссавців (особливо у нічних) ця оболонка утворює, однак, блискучий шар — тапетум (або «дзеркальце»), утворений еластичними волокнами чи ендотеліальними клітинами. Він відбиває промені світла назад на сітківку, знижуючи його втрати. Наявність тапетума зумовлює уявне свічення очей ссавців у майже повній темряві. Таке «свічення» очей характерне для багатьох ссавців, особливо хижих, в тому числі й деяких приматів, але в людини зустрічається як атавізм.

## Зорові шляхи та обробка сигналу

Зорові шляхи, що доставляють інформацію від сітківки до кори

Як відмічалося вище, аксони гангліозних клітин утворюють зоровий нерв, який передає зорову інформацію від очей у головний мозок. Кожен зоровий нерв розташовується позаду від очного яблука; його довжина невелика, причому різні волокна зорового нерва несуть інформацію від різних ділянок сітківки. Суттєвим є те, що зорові нерви від правого та лівого очей перехрещуються, утворюючи частковий перехрест зорових нервів — зорову хіазму, розташовану приблизно у центрі основи кори головного мозку. При цьому нервові волокна, що йдуть від тих ділянок сітківки, які прилягають до носа, ведуть у контралатеральну (протилежну) півкулю кінцевого мозку, а нервові волокна, що відходять від скроневих відділів сітківки, ведуть в іпсилатеральну півкулю; завдяки цьому зорова інформація від кожного ока надходить в обидві півкулі.
Крім зорового нерва, до проміжної частини зорової сенсорної системи входять підкоркові ганглії мозку та латеральні колінчасті тіла. До підкоркових гангліїв мозку належать: претектальне поле середнього мозку, що регулює діаметр зіниці; верхні горбки чотиригорбикового тіла, що беруть участь в окоруховій функції; супрахіазматичне ядро гіпоталамуса, що виступає в ролі генератора циркадних ритмів. Латеральні колінчасті тіла, що лежать у таламусі, є найважливішими серед підкіркових зорових центрів і вносять суттєвий вклад в обробку зорової інформації. Більшість аксонів гангліозних клітин приходять саме в латеральні колінчасті тіла, і лише менша частина цих аксонів проектується на підкоркові ганглії мозку.
Із латеральних колінчастих тіл сигнал надходить у центральну частину зорової сенсорної системи — зорову кору. Зорова кора поділяється на первинну зорову кору, розташовану в потиличній долі кори великих півкуль, яку також називають стріарною корою, та екстрастріарну зорову кору, що складається із кількох ділянок (зон), деякі з яких розташовуються також у скроневій і тім'яній долях. Первинна зорова кора кожної півкулі отримує інформацію від іпсилатерального зовнішнього колінчастого тіла, після чого інформація передається по декількох шляхах у різні зони екстрастріарної зорової кори. В результаті зорова інформація по точках проектується на зорову кору, де і відбувається обробка характеристик зображення (кольору, форми, руху, глибини та ін.), причому для цілісного сприйняття ці властивості повинні бути інтегровані.
У багатьох ссавців добре розвинутий бінокулярний зір, що базується на формуванні двох зображень, отриманих кожним оком, та їх наступному зіставленні. В ході обміну інформацією між обома зоровими центрами два отриманих зображення зливаються в одну тримірну картину.